# Roberto Kobeh González
Pour les articles homonymes, voir González.
Roberto Kobeh González est un ingénieur en communication et en électronique mexicain. Il a été le président du conseil de l'organisation de l'aviation civile internationale (OACI) de 2006 à 2013.

## Biographie
Diplômé de l'Instituto Politécnico Nacional,  du Mexique en 1965, Kobeh González commence sa carrière à cet établissement, en tant que professeur de génie électronique. Il devient ensuite directeur de la SENEAM, l'organisme responsable du contrôle de la circulation aérienne et des communications aéronautiques du Mexique, de 1978 à 1997. 
En 1998, il devient représentant de son pays au conseil de l'OACI, puis 1er vice-président de l'organisation internationale. Le 2 mars 2006, il a été choisi pour remplacer le libanais Assad Kotaite à la direction de l'organisme international, à compter du 1er août 2006. Il est remplacé en 2013 par le nigérian Olumuyiwa Benard Aliu.